# Machilus chinensis
Machilus chinensis là loài thực vật có hoa trong họ Nguyệt quế. Loài này được (Benth.) Hemsl. miêu tả khoa học đầu tiên năm 1891.